# Eerste Kamerverkiezingen 2015/Kandidatenlijst/Partij voor de Dieren
De kandidatenlijst voor de Eerste Kamerverkiezingen 2015 van Partij voor de Dieren werd op een partijcongres op 29 maart 2015 door de aanwezige partijleden vastgesteld.
De lijst werd op 30 april 2015 definitief vastgesteld door het centraal stembureau voor deze verkiezingen.
1. Niko Koffeman
2. Christine Teunissen
3. Frank Wassenberg
4. Floriske van Leeuwen
5. Diederik van Liere
6. Karen Soeters
7. Hans Bouma
8. Ewald Engelen
9. Paul Cliteur
10. Peter Nicolaï

VVD · PVV · CDA · D66 · GroenLinks · SP · PvdA · ChristenUnie · Partij voor de Dieren · 50PLUS · SGP · OSF